# Temporada 1999 del Campeonato de España de Rally
La temporada 1999 fue la edición 43.ª del Campeonato de España de Rally. Comenzó el 26 de marzo en el Rally El Corte Inglés y terminó el 27 de noviembre con el Rally de Madrid.

## Calendario
| #  | Fecha               | Rally                                  | Series |
| -- | ------------------- | -------------------------------------- | ------ |
| 1  | 26-27 de marzo      | 23.er Rallye El Corte Inglés           | ERC    |
| 2  | 19-21 de abril      | 35.º Rallye Catalunya - Costa Brava    | WRC    |
| 3  | 8-9 de mayo         | 17.º Rallye Internacional de La Coruña | ERC    |
| 4  | 21-23 de mayo       | 21.er Rallye Caja Cantabria            |        |
| 5  | 6 de junio          | 23.er Rallye Villa de Llanes           |        |
| 6  | 18-20 de junio      | 32.º Rallye de Ourense                 |        |
| 7  | 2-4 de julio        | 23.er Rallye de Avilés                 |        |
| 8  | 16-18 de julio      | 35.º Rallye Rias Bajas                 |        |
| 9  | 24-26 de septiembre | 36.º Rallye Príncipe de Asturias       |        |
| 10 | 22-24 de octubre    | 5.º Rallye Salou-Costa Daurada         |        |
| 11 | 5-6 de noviembre    | 17.º Rallye Tenerife - Adeje           | ERC    |
| 12 | 26-27 de noviembre  | 16.º Rallye de Madrid                  |        |

## Equipos

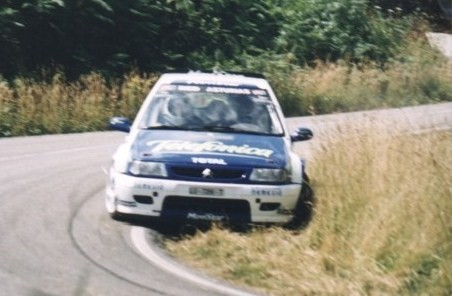
Sergio Vallejo fue tercero en 1999 con un Citroën Saxo Kit Car siendo el segundo puesto en el rally de Coruña su mejor resultado. En la imagen, disputando el rally de Avilés.

| Equipo                                      | Vehículo                    | Piloto                | Copiloto                 | Rondas            |
| Equipos oficiales                           | Equipos oficiales           | Equipos oficiales     | Equipos oficiales        | Equipos oficiales |
| ------------------------------------------- | --------------------------- | --------------------- | ------------------------ | ----------------- |
| Citroën Hispania                            | Citroën Xsara Kit Car       | Jesús Puras           | Marc Martí               | 1-2, 4-12         |
| Concesionarios Peugeot Peugeot Sport España | Peugeot 306 Maxi            | Luis Monzón           | José Carlos Déniz        | 1-12              |
| Concesionarios Peugeot Peugeot Sport España | Peugeot 306 Maxi            | Manuel Muniente       | Diego Vallejo            | 1-12              |
| Concesionarios Peugeot Peugeot Sport España | Peugeot 106 Maxi            | Javier Azcona         | Ezequiel Nazábal         | 1-12              |
| Concesionarios Peugeot Peugeot Sport España | Peugeot 106 Maxi            | Jordi Griñó           | Samira Lanaya            | 1-5               |
| Concesionarios Peugeot Peugeot Sport España | Peugeot 106 Maxi            | Jordi Griñó           | Juan Carlos Dorado       | 6, 9-10, 12       |
| Concesionarios Peugeot Peugeot Sport España | Peugeot 106 Maxi            | Jordi Griñó           | María Victoria Ocariz    | 7                 |
| Concesionarios Peugeot Peugeot Sport España | Peugeot 106 Maxi            | Jordi Griñó           | Iñaki Paéz               | 8                 |
| Equipos privados                            |                             |                       |                          |                   |
| Escudería Ourense                           | Citroën Saxo Kit Car        | Sergio Vallejo        | Mario González Tomé      | 1, 3-12           |
| JLM Team                                    | Mitsubishi Carisma GT Evo V | Miguel Martínez-Conde | Felipe Alonso Fernández  | 2-4, 6-7          |
| JLM Team                                    | Mitsubishi Lancer Evo VI    | Miguel Martínez-Conde | Felipe Alonso Fernández  | 9-10              |
| A.D. Roadster Cantabria                     | Mitsubishi Lancer Evo VI    | Miguel Martínez-Conde | Felipe Alonso Fernández  | 12                |
| Condal Motor Club                           | Peugeot 106 Rallye          | Roberto Solís         | Javier Álvarez Francisco | 1-6, 8-9, 12      |
| A.I.A.                                      | Citroën Saxo VTS            | Miguel Ángel Fuster   | José Vicente Medina      | 3-4, 7, 10        |
| A.I.A.                                      | Citroën Saxo Kit Car        | Miguel Ángel Fuster   | José Vicente Medina      | 12                |
| Escudería Costa Brava                       | Citroën Saxo Kit Car        | David Guixeras        | Jordi Mercader           | 2, 6, 9-10        |
| RACC Motorsport                             | SEAT Ibiza Kit Car Evo2     | Salvador Cañellas jr. | Carlos del Barrio        | 2, 9              |

## Resultados

### Campeonato de pilotos
| Pos. | Piloto                | ECO | CAT | COR | CAJ | LLA | OUR | AVI | RBX | PDA | SAL | ADE | MAD | Puntos |
| ---- | --------------------- | --- | --- | --- | --- | --- | --- | --- | --- | --- | --- | --- | --- | ------ |
| 1.   | Jesús Puras           | 1   | Ret |     | 1   | 1   | 1   | Ret | 1   | 1   | 1   | EXC | 1   | 1312   |
| 2.   | Luis Monzón           | 2   | 4   | 1   | Ret | 2   | 2   | 1   | 3   | 3   | 3   | 1   | 3   | 1181   |
| 3.   | Sergio Vallejo        | 6   |     | 2   | 5   | Ret | Ret | 3   | 4   | 5   | 6   | Ret | 6   | 942    |
| 4.   | Manuel Muniente       | Ret | Ret | Ret | 2   | 3   | Ret | 2   | 2   | 2   | 2   | Ret | 2   | 825    |
| 5.   | Miguel Martínez-Conde |     | Ret | 3   | 3   |     | 4   | 4   |     | 11  | 7   |     | 8   | 750    |
| 6.   | Javier Azcona         | Ret | 6   | Ret | 4   | 4   | Ret | Ret | 5   | 4   | 5   | Ret | Ret | 600    |
| 7.   | Roberto Solís         | 10  | 22  | 11  | 8   | 7   | 8   |     | 10  | 17  |     |     | Ret | 446    |
| 8.   | Jordi Griñó           | 8   | Ret | Ret | Ret | 15  | 11  | 5   | Ret | 10  | Ret |     | 11  | 380    |
| 9.   | David Guixeras        |     | 5   |     |     |     | 3   |     |     | 8   | Ret |     |     | 378    |
| 10.  | Miguel Ángel Fuster   |     |     | 6   | 7   |     |     | 7   |     |     | 11  |     | 5   | 366    |

### Campeonato de marcas
| Pos. | Marca   | Puntos |
| ---- | ------- | ------ |
| 1.   | Peugeot | 3823   |
| 2.   | Citroën | 3613   |
| 3.   | SEAT    | 1283   |
| 4.   | Renault | 563    |
| 5.   | Ford    | 356    |

### Campeonato de copilotos
| Pos. | Piloto              | Puntos |
| ---- | ------------------- | ------ |
| 1.   | Marc Martí          | 1312   |
| 2.   | José Carlos Déniz   | 1181   |
| 3.   | Mario González Tomé | 942    |
| 4.   | Diego Vallejo       | 825    |
| 5.   | Felipe Alonso       | 750    |
| 6.   | Ezequiel J. Nazabal | 600    |
| 7.   | José Vicente Medina | 558    |
| 8.   | F. Javier Álvarez   | 446    |
| 9.   | Jordi Mercader      | 378    |
| 10.  | Jesús A. Aragón     | 358    |

### Grupo N
| Pos. | Piloto                | Puntos |
| ---- | --------------------- | ------ |
| 1.   | Miguel Martínez-Conde | 1206   |
| 2.   | Roberto Solís         | 891    |
| 3.   | Santiago Concepción   | 664    |
| 4.   | Amador Vidal          | 715    |
| 5.   | Flavio Alonso         | 533    |

### Desafío Peugeot
| Pos. | Piloto             | Puntos |
| ---- | ------------------ | ------ |
| 1.   | Roberto Solís      | 874    |
| 2.   | Amador Vidal       | 790    |
| 3.   | Leonardo Sabán     | 642    |
| 4.   | Flavio Alonso      | 614    |
| 5.   | Enrique García     | 592    |
| 6.   | Jonathan de Miguel | 574    |
| 7.   | Marc Blázquez      | 520    |
| 8.   | Dani Solà          | 498    |
| 9.   | David Nafría       | 438    |
| 10.  | Eloy Entrecanales  | 352    |

### Desafío Peugeot júnior
| Pos. | Piloto        | Puntos |
| ---- | ------------- | ------ |
| 1.   | Roberto Solís | 100    |

### Trofeo Citroën
- Oficialmente: Trofeo Citroën de Rallyes Galicia Calidade

| Pos. | Piloto              | Puntos |
| ---- | ------------------- | ------ |
| 1.   | Miguel Ángel Fuster | 1280   |
| 2.   | Pedro Burgo         | 742    |
| 3.   | Javier Piñeiro      | 658    |
| 4.   | J. A. González      | 626    |
| 5.   | Ángel Domenech      | 580    |